# 13 июля
13 июля — 194-й день года (195-й в високосные годы) по григорианскому календарю.
До конца года остаётся 171 день.
До 15 октября 1582 года — 13 июля по юлианскому календарю, с 15 октября 1582 года — 13 июля по григорианскому календарю.
В XX и XXI веках соответствует 30 июня по юлианскому календарю.

## Праздники и памятные дни

### Национальные
- Казахстан — День сотрудников органов национальной безопасности.
- США, штат Теннесси — День Натана Форреста.
- Черногория — День государственности.
- Япония — праздник Обон (день поминовения усопших) (до 16 июля).

### Религиозные
Православие
- Собор славных и всехвальных 12 апостолов: Петра, Андрея, брата его, Иакова Зеведеева, Иоанна, брата его, Филиппа, Варфоломея, Фомы, Матфея, Иакова Алфеева, Иуды Иаковля, или Фаддея, Симона Зилота и Матфия;
- память преподобного Петра, царевича Ордынского (Ростовского) (1290);
- прославление святителя Софрония, епископа Иркутского (1918);
- память священномученика Тимофея Петропавловского, пресвитера, преподобномученика Никандра (Прусака), иеромонаха (1918);
- память преподобномученика Феогена (Козырева), архимандрита (1939);
- память мученика Иоанна Демидова (1944);
- празднования в честь икон Божией Матери:
  - Балыкинской (1711);
  - Волынской;
  - Горбаневской (1786).

### Именины
- Католические: Маргарита, Андрей, Генрих, Эрнест.
- Православные: Андрей, Варфоломей, Иван, Матвей, Никандр, Пётр, Софрон, Симон, Тимофей, Фаддей, Феоген, Филипп, Фома, Юда, Яков.

## События
См. также: Категория:События 13 июля

### До XIX века
- 1249 — коронация короля Шотландии Александра III.
- 1260 — битва при Дурбе.
- 1402 — повстанцы Чжу Ди ворвались в столицу Мин, город Интянь (ныне Нанкин). Сгорел императорский дворец, а император Цзяньвэнь, императрица Ма и старший сын Вэнькуй затем объявлены погибшими в огне[4].
- 1772 — английский мореплаватель Джеймс Кук начал первое в истории кругосветное плавание с запада на восток.
- 1787 — американский Конгресс Конфедерации принял Северо-западный ордонанс.
- 1790 — за напечатание книги «Путешествие из Петербурга в Москву» арестован и заключён в Петропавловскую крепость Александр Радищев.

### XIX век
- 1830 — император Николай I утвердил «Положение о Ремесленном учебном заведении» (ныне Московский государственный технический университет имени Н. Э. Баумана).
- 1837 — королева Виктория переехала в Букингемский дворец, который стал основной резиденцией королей Великобритании.
- 1839 — денежная реформа в России, осуществлённая министром финансов Егором Канкриным: введение расчёта на серебро путём девальвации.
- 1841 — в Лондоне заключена конвенция между Россией, Англией, Францией, Пруссией и Турцией о воспрещении военным судам иностранных государств входить в проливы Босфор и Дарданеллы.
- 1857 — в Лондоне Герцен выпустил первый номер журнала «Колокол», первого русского оппозиционного издания.
- 1870 — Бисмарком отправлена Эмсская депеша.
- 1882 — В Петербурге, Москве, Одессе и Риге начали действовать первые в России телефонные станции.
- 1885 — в Амстердаме открыт Голландский Национальный музей.
- 1889 — Чиликское землетрясение (совр. Казахстан), разрушено 3000 построек в эпицентральной зоне.
- 1896 — на Всероссийской выставке в Нижнем Новгороде проехал первый русский автомобиль отставного лейтенанта Е. Яковлева и хозяина каретных мастерских Петра Фрезе (1 июля по старому стилю)[5].
- 1897 — Гульельмо Маркони получил патент на радио в США.

### XX век
- 1923 — Парламент Англии одобрил внесённый леди Астор закон, запрещавший продажу алкоголя лицам моложе 18 лет.
- 1925 — завершён перелёт шести советских самолётов по маршруту Москва — Улан-Батор — Пекин, старт которому был дан 10 июня.
- 1930 — в Уругвае начался первый чемпионат мира по футболу.
- 1931 — на заседании ЦИК СССР под председательством М. И. Калинина принято решение о сносе Храма Христа Спасителя и строительстве на его месте Дворца Советов[6][7].
- 1938 — в Бостоне открылся первый телетеатр. За 25 центов 200 зрителей могли в течение 45 минут наблюдать за шоу с песнями и танцами. Само представление шло этажом выше и передавалось вниз с помощью телевидения.
- 1939 — Фрэнк Синатра записал свою первую пластинку с песней «From the Bottom of My Heart».
- 1941 — Восстание 13 июля в Черногории.
- 1943 — Вторая Мировая война: битва при Коломбангара.
- 1944
  - Великая Отечественная война: войска 3-го Белорусского фронта освободили Вильнюс от нацистских оккупационных войск.
  - Великая Отечественная война: войска 1-го Украинского фронта перешли в наступление на рава-русском и львовском направлениях. Начало Львовско-Сандомирской операции.
- 1947 — В Париже министры иностранных дел европейских стран согласились принять план восстановления Европы, предложенный госсекретарём США Джорджем Маршаллом. От участия в конференции отказались страны советского блока и Финляндия, но предложение им присоединиться к плану позже оставалось в силе.
- 1949 — папа римский Пий XII объявил, что любой католик, сознательно и добровольно вступивший в ряды компартии или иным образом поддерживающий её, будет отлучён от церкви.
- 1951 — в Лондоне закладкой первого камня принцессой Елизаветой Эдинбургской началось строительство здания Королевского Национального театра.
- 1955 — В СССР вышел первый номер журнала «Иностранная литература». Его предшественник в довоенные годы выходил под названием «Интернациональная литература».
- 1956 — заложен краеугольный камень «Кармелита», первого на Ближнем Востоке метрополитена, расположенного в городе Хайфа, Израиль.
- 1957 — в Югославии начался первый чемпионат мира по гандболу среди женщин. Победителем стала команда Чехословакии.
- 1962 — Кировский завод выпустил первый колёсный трактор К-700 «Кировец».
- 1966 — на экраны США вышел фильм «Как украсть миллион» с Одри Хепбёрн и Питером О’Тулом в главных ролях.
- 1967 — на экраны вышел фильм Киры Муратовой «Короткие встречи».
- 1973 — вышел первый альбом группы «Queen».
- 1977 — началась война за Огаден между Эфиопией и Сомали, завершилась в марте 1978 года.
- 1985 — в Лондоне и Филадельфии одновременно прошли концерты «Live Aid» в помощь голодающим в Африке. Организатором мероприятия был лидер группы «Boomtown Rats» Боб Гелдоф, который сумел привлечь для участия таких звёзд, как Queen, Мик Джаггер, Мадонна, Тина Тёрнер, Пол Маккартни, Дэвид Боуи, Боб Дилан. По телевидению представление смотрели более полутора миллиардов зрителей в 160 странах. СССР отказался от показа концерта.
- 1990
  - На пике Ленина (Памир) в результате землетрясения лавиной был накрыт лагерь международной группы альпинистов. 43 человека оказались погребены лавиной.
  - Создана польская специальная группа GROM на базе польской ВЧ № 2305.
  - Основан Центральный банк Российской Федерации.
- 1993 — бой на 12-й заставе Московского погранотряда в Таджикистане: погибло 25 российских пограничников.

### XXI век
- 2007 — президент России Владимир Путин подписал мораторий на Договор об обычных вооружённых силах в Европе.
- 2014 — финал чемпионата мира по футболу 2014: сборная Германии обыграла сборную Аргентины в дополнительное время со счётом 1:0.
- 2015 — в Москве начался чемпионат мира по фехтованию.
- 2018 — новозеландскими учёными в Женеве был представлен рентгеновский аппарат, который способен делать трёхмерные цветные снимки
- 2021 — пожар в больнице Имам Хусейн (Эн-Насирия), более 60 погибших.
- 2024 — в ходе предвыборного митинга в Батлере, штат Пенсильвания, было совершено покушение на Дональда Трампа.

## Родились
См. также: Категория:Родившиеся 13 июля

### До XIX века
- 1527 — Джон Ди (ум. 1609), английский математик, географ, астроном и астролог.
- 1590 — Климент X (в миру Эмилио Бонавентура Альтьери; ум. 1676), 239-й папа римский (1670—1676).
- 1608 — Фердинанд III (ум. 1657), император Священной Римской империи (1637—1657).
- 1665 — князь Дмитрий Голицын (ум. 1737), русский государственный деятель, сподвижник Петра I.
- 1773 — Вильгельм Ваккенродер (ум. 1798), немецкий писатель.
- 1798 — Александра Фёдоровна (урождённая Фридерика Луиза Шарлотта Вильгельмина Прусская, ум. 1860), императрица Всероссийская, супруга Николая I и мать Александра II.

### XIX век
- 1813 — Николай Бенуа (ум. 1898), российский архитектор, с 1850 г. главный архитектор Петергофа.
- 1826 — Станислао Канниццаро (ум. 1910), итальянский химик, один из основоположников атомно-молекулярного учения.
- 1841 — Отто Вагнер (ум. 1918), австрийский архитектор, мастер стиля модерн.
- 1851 — Сергей Степняк-Кравчинский (ум. 1895), русский писатель, революционер-народник, террорист.
- 1854 — Аристарх Белопольский (ум. 1934), русский советский астроном, астрофизик, профессор, директор Пулковской обсерватории (1916—1919).
- 1858 — Андрей Вилькицкий (ум. 1913), русский гидрограф-геодезист, полярный исследователь, генерал-лейтенант.
- 1862 — Николай Рубакин (ум. 1946), русский книговед, библиограф, просветитель, писатель, учёный.
- 1865 — Папюс (ум. 1916), французский оккультист и целитель.
- 1869
  - Сергей Виноградов (ум. 1938), русский художник, действительный член Императорской Академии Художеств.
  - Михаил Гершензон (ум. 1925), российский мыслитель, историк культуры, публицист, переводчик.
- 1889
  - Сергей Клычков (расстрелян в 1937), русский советский поэт, прозаик, переводчик.
  - Василий Ульрих (ум. 1951), председатель Военной коллегии Верховного суда СССР (1926—1948), один из главных исполнителей сталинских репрессий.
- 1896 — Мордехай Ардон (ум. 1992), израильский художник.

### XX век
- 1909 — Александр Крон (ум. 1983), русский советский писатель и драматург.
- 1910 — Пётр Непорожний (ум. 1999), министр энергетики и электрификации СССР в 1962—1985 гг.
- 1918 — Альберто Аскари (погиб в 1955), итальянский автогонщик, чемпион мира в классе машин «Формула-1» (1952, 1953).
- 1919
  - Николай Балашов (ум. 2006), советский и российский литературовед, филолог, академик РАН.
  - Хао Боцунь (ум.2020), китайский, тайваньский генерал и политик, глава правительства Тайваня в 1990—1993 гг.
- 1920 — Аркадий Адамов (ум. 1991), советский писатель, автор «милицейских» детективов.
- 1922 — Мария Виноградова (ум. 1995), актриса театра и кино, заслуженная артистка РСФСР.
- 1923 — Михаил Пуговкин (ум. 2008), актёр театра и кино, народный артист СССР.
- 1924 — Карло Бергонци (ум. 2014), итальянский оперный певец (тенор), известный партиями в операх Дж. Верди.
- 1925 — Борис Новиков (ум. 1997), актёр театра и кино, народный артист РФ, «голос» почтальона Печкина.
- 1928 — Валентин Пикуль (ум. 1990), русский советский писатель, автор популярных исторических романов.
- 1929 — Софья Муратова (ум. 2006), советская гимнастка, двукратная олимпийская чемпионка, трёхкратная чемпионка мира.
- 1930 — Наоми Шомер (ум. 2004), израильская поэтесса и композитор, автор неофициального гимна Иерусалима «Золотой Иерусалим».
- 1932
  - Виктор Берковский (ум. 2005), российский учёный, композитор, бард.
  - Пер Нёргор (ум. 2025), датский композитор.
  - Пётр Фоменко (ум. 2012), советский и российский театральный и кинорежиссёр, народный артист России.
- 1934
  - Алексей Елисеев, советский космонавт, дважды Герой Советского Союза.
  - Воле Шойинка, нигерийский писатель, лауреат Нобелевской премии по литературе (1986).
- 1935 — Курт Вестергор (ум. 2021), датский художник-карикатурист.
- 1937 — Владимир Лукин, российский политик, учёный-историк, политолог, член Совета Федерации.
- 1938 — Михаэль Ферхёвен (ум. 2024), немецкий кинорежиссёр, актёр и сценарист. Сын Пауля Ферхёвена, отец режиссёра, актёра, сценариста, кинокомпозитора Симона Ферхёвена и актёра Луки Ферхёвена.
- 1940 — Патрик Стюарт, британский актёр театра, кино и телевидения.
- 1941 — Жак Перрен (ум. 2022), французский актёр, кинорежиссёр и продюсер.
- 1942 — Харрисон Форд, американский киноактёр, обладатель премий «Золотой глобус» и «Сезар».
- 1944
  - Борис Клюев (ум. 2020), актёр театра и кино, театральный режиссёр, народный артист России.
  - Эрнё Рубик, венгерский изобретатель и скульптор, создатель знаменитого кубика Рубика.
- 1948 — Джо Рот, американский кинорежиссёр и продюсер.
- 1950 — Леонид Гозман, российский политик, президент общественного движения «Союз правых сил».
- 1952 — Александр Тиханович (ум. 2017), советский и белорусский эстрадный певец.
- 1957
  - Тьерри Бутсен, бельгийский автогонщик, экс-пилот «Формулы-1».
  - Кэмерон Кроу, американский кинорежиссёр, сценарист, обладатель «Оскара».
- 1961
  - Стелиос Манолас, греческий футболист.
  - Андерс Яррид, шведский теннисист, экс-первая ракетка мира в парном рейтинге.
- 1962 — Том Кенни, американский актёр и комик.
- 1963 — Вадим Казаченко, эстрадный артист и певец, заслуженный артист России.
- 1967 — Бенни Бенасси, итальянский диджей, композитор, продюсер.
- 1969 — Олесь Бузина (убит в 2015), украинский писатель, журналист, телеведущий.
- 1971 — MF DOOM (ум. 2020), поэт, продюсер.
- 1973 — Роберто Мартинес, испанский футболист и футбольный тренер.
- 1974 — Ярно Трулли, итальянский автогонщик, экс-пилот «Формулы-1».
- 1976 — Олег Сенцов, украинский кинорежиссёр, сценарист, писатель.
- 1977 — Эшли Скотт, американская актриса и фотомодель.
- 1979 — Крейг Беллами, валлийский футболист.
- 1981 — Агнеш Ковач, венгерская пловчиха, олимпийская чемпионка (2000).
- 1983 — Лю Сян, китайский легкоатлет, олимпийский чемпион и чемпион мира.
- 1985
  - Шарлотта Дюжарден, британская спортсменка-конник, трёхкратная олимпийская чемпионка.
  - Гильермо Очоа, мексиканский футболист, вратарь.
- 1988 — Тулиса (Тулиса Контоставлос), британская певица.
- 1991 — Себастьян Фосс-Солевог, норвежский горнолыжник, двукратный чемпион мира.

## Скончались
См. также: Категория:Умершие 13 июля

### До XIX века
- 1024 — Генрих II Святой (р. 973), германский король (1002—1024), император Священной Римской империи (с 1014).
- 1793 — убит Марат, один из лидеров Французской революции.

### XIX век
- 1842 — Фердинанд Филипп (р. 1829), сын и наследник Луи-Филиппа.
- 1854 — Аббас-паша (р. 1813), вице-король Египта, внук Мегемеда-Али.
- 1896 — Фридрих Август Кекуле (р. 1829), немецкий химик-органик, создатель теории валентности.

### XX век
- 1921 — Габриэль Липпман (р. 1845), французский физик, лауреат Нобелевской премии (1908).
- 1923 — Асгер Хамерик (р. 1843), датский композитор, дирижёр, музыкальный педагог.
- 1924 — Альфред Маршалл (р. 1842) английский экономист, представитель кембриджской школы экономики.
- 1927 — Александр Жиркевич, русский писатель, коллекционер, общественный деятель.
- 1943 — Мария (Марите) Мельникайте, участница партизанского движения в Литве и Белоруссии в Великую Отечественную войну, Герой Советского Союза (1944, посмертно).
- 1944 — Сергей Булгаков (р. 1871), философ, богослов, публицист.
- 1945 — Алла Назимова (р. 1879), американская актриса и продюсер.
- 1946 — Альфред Стиглиц (р. 1864), американский фотограф, галерист и меценат, мастер пикториализма.
- 1951 — Арнольд Шёнберг (р. 1874), австрийский композитор, модернист.
- 1954 — Фрида Кало (р. 1907), мексиканская художница.
- 1956 — Владимир Григорьевич Захаров (р. 1901), композитор, народный артист СССР.
- 1964 — Михаил Названов (р. 1914), актёр театра и кино, певец, заслуженный артист РСФСР.
- 1966 — Беатриса Саксен-Кобург-Готская (р. 1884), принцесса Великобританская и Саксен-Кобург-Готская, внучка российского императора Александра II, после замужества инфанта Испании и герцогиня Галлиерийская.
- 1974 — Патрик Мейнард Стюарт Блэкетт (р. 1897), английский физик, лауреат Нобелевской премии (1948).
- 1976 — Иоахим Пайпер (р. 1915), штандартенфюрер СС, адъютант Генриха Гиммлера.
- 1997 — Александра Данилова (р. 1903), русская и американская балерина, балетный педагог.
- 1999 — Герта Хойвер (р. 1913), владелица закусочной в Западном Берлине, изобретательница карривурста.
- 2000 — Ян Карский (р. 1914), участник польского движения Сопротивления, Праведник мира.

### XXI век
- 2002 — Юсуф Карш (р. 1908), выдающийся канадский фотограф армянского происхождения.
- 2004 — Тимофей Прохоров (р. 1894), русский отшельник в Мюнхене, «олимпийский еремит».
- 2013 — Кори Монтейт (р. 1982), актёр, наиболее известный по роли Финна Хадсона в американском телесериале «Хор».
- 2014
  - Надин Гордимер (р. 1923), южноафриканская англоязычная писательница, лауреат Нобелевской премии (1991).
  - Лорин Маазель (р. 1930), американский дирижёр, скрипач, композитор.
- 2017 — Лю Сяобо (р. 1955), китайский правозащитник, литератор, лауреат Нобелевской премии мира (2010).
- 2021 — Хорхе Дж. Э. Грасиа[англ.] (р. 1942), американский философ.
- 2024 — Шеннен Доэрти (р. 1971), американская актриса, режиссёр и продюсер.
- 2025 — Мохаммаду Бухари (р. 1942), нигерийский государственный и военный деятель, глава государства в (1983—1985 и 2015—2023).

## Приметы
- «Макушка» лета через прясла глядит. Хоть на куст сено вешай — не высохнет.
- Если кукушка кукует после Петрова дня, то, значит, лето будет хорошее и долгое, а до снега ещё долго.
- «Овёс до половины дорос»[8].